# داوید د خیا
داوید د خیا کینتانا (به اسپانیایی: David de Gea Quintana‎، متولد ۷ نوامبر ۱۹۹۰) بازیکن فوتبال اهل اسپانیا و دروازه‌بان باشگاه فوتبال فیورنتینا است.
او در مادرید به دنیا آمد و در سیزده سالگی به اتلتیکو مادرید پیوست و به دروازه‌بان اول تیم تبدیل شد. او با اتلتیکومادرید، در سال ۲۰۱۰ قهرمان لیگ اروپا و سوپرجام اروپا شد و توجه منچستریونایتد را به خود جلب کرد. در ژوئن ۲۰۱۱، او با قراردادی به ارزش ۱۸٫۹ میلیون پوند رکورد انتقال یک دروازه‌بان در بریتانیا در آن زمان را شکست و به منچستریونایتد پیوست.
از زمان پیوستنش به منچستریونایتد تا ۱۹ ژانویه ۲۰۱۹، او در ۳۴۳ بازی برای منچستر، توانسته ۱۲۵ کلین‌شیت از خود برجای بگذارد. در سال ۲۰۱۳ او به همراه این تیم قهرمان لیگ برتر شد. او بین سال‌های ۲۰۱۴ تا ۲۰۱۶، سه سال متوالی برنده جایزه بهترین بازیکن سال سر مت بازبی شد و به اولین بازیکنی تبدیل شد که سه بار متوالی (چهار بار در مجموع) برندهٔ این جایزه می‌شود. همچنین او اولین دروازه‌بانی بود که این جایزه را بُرد.
دخیا با تیم ملی زیر ۲۱ سال اسپانیا در سال‌های ۲۰۱۱ و ۲۰۱۳ قهرمان اروپا شد و در بازی‌های المپیک تابستانی ۲۰۱۲ نیز شرکت کرد. در سال ۲۰۱۴ او اولین بازی‌اش را برای تیم بزرگسالان انجام داد و در جام جهانی ۲۰۱۴ در فهرست نفرات انتخابی این تیم بود.

## سابقه باشگاهی

### اتلتیکو مادرید

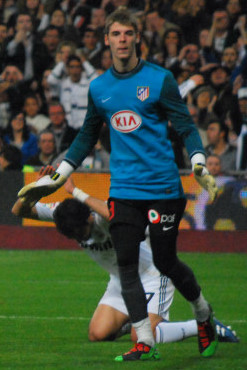
د خیا در پیراهن اتلتیکو در سال ۲۰۱۰

د خیا که در شهر اییسکاس به دنیا آمده و بزرگ شده بود، در سیزده سالگی به آکادمی باشگاه اتلتیکو مادرید پیوست؛ خوان لوئیس مارتین به دروغ به باشگاه گفت که رایو والکانو قصد دارد او را به خدمت بگیرد و چند روز بعد دیگو دیاز گریدو بازی او را دید و سریعاً او را به خدمت باشگاه درآورد. مدارج پایه‌ای باشگاه را به سرعت طی کرد و در سال ۲۰۰۸ و در ۱۷ سالگی، اولین قرارداد حرفه‌ای خود را با اتلتیکو امضا کرد که تا سال ۲۰۱۱ اعتبار داشت. او دومین فصل فوتبال حرفه‌ای‌اش را در تیم اتلتیکو مادرید بی در دسته سوم لا لیگا گذراند. تیم‌های نومانسیا و کویینز پارک رنجرز برای به خدمت گرفتن د خیا به صورت قرضی ابراز علاقه کردند. خسوس گارسیا پیتارچ که در آن زمان مدیر ورزشی اتلتیکو بود به او توصیه کرد تا به نومانسیا برود، اما د خیا این پیشنهادها را رد کرد و باشگاه تمرین تنها را برای تنبیه وی در نظر گرفت. چند هفته بعد، ابل رسینو سرمربی وقت اتلتیکو، د خیا را در زمین تمرین دید که تنها تمرین می‌کند و از او خواست تا به تمرین تیم اول بیاید و در آن‌جا او به عنوان دروازه‌بان سوم تیم انتخاب شد. در همان تابستان، اتلتیکو پیشنهاد ویگان را برای جذب دائمی د خیا را رد کرد.
زمانی که سرجیو آسنسیو دروازه‌بان اول تیم اصلی اتلتیکو مادرید، برای شرکت در جام جهانی فوتبال زیر ۲۰ سال، به مصر رفت، د خیا به عنوان دروازه‌بان دوم تیم و جانشین روبرتو فراخوانده شد. او اولین بازی رسمی‌اش را برای اتلتیکو مادرید در ۳۰ سپتامبر ۲۰۰۹ و با ۱۸ سال سن انجام داد، زمانی که در بازی مرحله گروهی مقابل پورتو، روبرتو در دقیقه ۲۷ مصدوم شد و د خیا به عنوان جانشین وی، وارد بازی شد. او در دقایق پایانی دو گل دریافت کرد و اتلتیکو آن بازی را ۲–۰ باخت. مصدومیت روبرتو، باعث شد تا د خیا سه روز بعد برای اولین بار در لا لیگا در مقابل تیم ساراگوسا به میدان برود. او در دقیقه ۱۹ یک پنالتی به تیم حریف داد، ولی خودش ضربه مارکو بابیچ را مهار کرد. اتلتیکو در آن بازی ۲ بر ۱ پیروز شد. او بازی در ورزشگاه ویسنته کالدرون را «رؤیایی از دوران کودکی» توصیف کرد. در سال ۲۰۱۰ از او به عنوان جانشین احتمالی ادوین فن در سار در منچستر یونایتد نام برده می‌شد؛ فن در سار قرار بود در پایان سال ۲۰۱۱ بازنشسته شود. اما چند روز بعد قراردادش را با اتلتیکو تا سال ۲۰۱۳ تمدید کرد.
در اواخر فصل ۱۰–۲۰۰۹ و با منصوب شدن کیکه فلورس به عنوان سرمربی و چندین اشتباه از آسنجو، د خیا به دروازه‌بان اصلی تیم تبدیل شد. او در دو بازی مقابل اتلتیک بیلبائو و والنسیا به عنوان بهترین بازیکن میدان شناخته شد. در ضمن او در ۸ بازی در لیگ اروپا برای اتلتیکو مادرید به میدان رفت، از جمله بازی فینال در مقابل فولهام که در نهایت با پیروزی اتلتیکو مادرید با نتیجه ۲ بر ۱ خاتمه یافت. دیگو فورلان هم‌تیمی‌اش دربارهٔ اولین فصل او در باشگاه گفت: «او در ۱۹ سالگی در بالاترین سطح بود و بازیکنان به او اعتماد داشتند.»

این پسر مانند یک گرگ خون‌سرد است. او آرامش و اعتماد به نفس دارد. فشارهایی که ممکن است دیگران حس کنند بر او تأثیر ندارند.

— آنخل مخیاس مربی دروزاه‌بانان تیم جوانان اتلتیکو در سال ۲۰۱۰.
د خیا فصل ۱۱–۲۰۱۰ را با درخشش در بازی سوپر جام اروپا آغاز کرد. او در ۹۰ دقیقه دروازه تیم را بسته نگه داشت و پنالتی دیگو میلیتو را در لحظات پایانی بازی نیز مهار کرد. در سپتامبر، گزارش شد که الکس فرگوسن سرمربی منچستر یونایتد بازی تیمش مقابل اسکانتروپ یونایتد در جام اتحادیه از دست داده تا برای دیدن بازی وی به اسپانیا سفر کند. د خیا ضمن رد شایعات پیرامونش گفت: «چیزی که مهم است این است که من اینجا قرارداد دارم و تا سال ۲۰۱۳ بازیکن آتلتیکومادرید هستم.»

با وجود این که او هم از نظر بدنی و هم از نظر ذهنی در حال رشد است، در راه تبدیل شدن به یکی از بهترین دروازه‌بانان قرار دارد. هر نتیجهٔ دیگری مایهٔ ناامیدی خواهد بود.

— دیگو دیاز گریدو مربی دروازه‌بانان اتلتیکو مادریددر سال ۲۰۱۰.
به دنبال درخشش د خیا در ۷ نوامبر در شهرآورد مادرید، به شباهت‌های د خیا و ایکر کاسیاس اشاره شد، مطلبی که کاسیاس ضمن تأیید آن گفت: «خوش‌شانسیم که در اسپانیا دروازه‌بانان خوبی داریم و به زودی د خیا برای جایگاه من در تیم خواهد جنگید.» و در ادامه فصل نیز دروازه‌بان اول تیمش بود و در تمام بازی‌های لا لیگا به میدان رفت و در نهایت با اتلتیکو مادرید به رتبه هفتم در لیگ دست یافت.

### منچستر یونایتد
تابستان سال ۲۰۱۱ زمانی که وندر سار از باشگاه منچستر یونایتد جدا شد منچستر یونایتد برای پیدا کردن دروازه‌بانی مناسب که جایگزین وندر سار شود به جستجو پرداخت. با وجود اینکه یونایتد نیم نگاهی به دروازه‌بانانی مانند مانوئل نویر از شالکه ۰۴ و مارتن استکلنبرگ دروازه‌بان ملی پوش آژاکس داشت، اما عمده تمرکز یونایتد بر روی دیوید د خیا بود. بعد از بازی تدارکاتی که منچستر یونایتد در برابر یوونتوس به مناسبت خداحافظی گری نویل انجام داد، الکس فرگوسن اعلام کرد که انتقال د خیا به منچستر تقریباً قطعی شده‌است، مسئله‌ای که توسط مدیر اتلتیکو مادرید و وکیل د خیا تکذیب شد. د خیا اعلام کرد در مورد آینده‌اش بعد از مسابقات زیر ۲۱ اروپا تصمیم می‌گیرد. این مسابقات قهرمانی اسپانیا به پایان رسید و د خیا در ۲۷ ژوئن برای تست پزشکی وارد منچستر شد. روز بعد منچستر یونایتد قراردادی به او پیشنهاد داد و در نهایت د خیا در ۲۹ ژوئن با قراردادی به ارزش ۱۷ میلیون پوند به منچستر یونایتد پیوست.

#### فصل ۱۲–۲۰۱۱

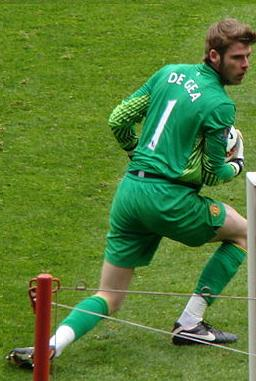
د خیا در پیراهن منچستر یونایتد (مه ۲۰۱۲)

او برای اولین بار در یک بازی دوستانه مقابل تیم شیکاگو فایر در تاریخ ۲۳ ژوئیه ۲۰۱۱ برای منچستر یونایتد به میدان رفت. د خیا برای اولین بار به‌طور رسمی، در بازی جام خیریه انگلستان ۲۰۱۱ مقابل منچستر سیتی برای یونایتد بازی کرد. با وجود این که او در نیمه اول دو گل از جولیان لسکات و ادین ژکو دریافت کرد، اما منچستر یونایتد در نهایت موفق شد ۳ بر ۲ آن بازی را ببرد. او اولین بازی‌اش در لیگ را مقابل وست برومویچ انجام داد. در آن بازی د خیا روی یک شوت آرام از شین لانگ گل دریافت کرد، اما بازی با نتیجه ۲ بر ۱ به سود یونایتد پایان یافت. د خیا در بازی مقابل آرسنال توانست پنالتی رابین فان پرسی را مهار کند. در ادامه نیز چند موقعیت را از آندری آرشاوین گرفت. یونایتد آن بازی را ۸ بر ۲ برد. د خیا اولین بازی‌اش در لیگ قهرمانان اروپا را مقابل بازل برای یونایتد انجام داد. آن بازی با نتیجه تساوی ۳–۳ به پایان رسید. در اکتبر ۲۰۱۱، یونایتد در مقابل تیم منچستر سیتی متحمل سنگین‌ترین شکست خانگی خود بعد از سال ۱۹۵۵ شد. د خیا در این بازی سنگربان یونایتد بود. در ژانویه ۲۰۱۲، تأیید شد که د خیا مبتلا دچار مشکل دوربینی است و گزارش‌ها حاکی از آن بود که د خیا در تابستان عمل جراحی چشم انجام خواهد داد. د خیا در بازی مقابل بلکبرن درون دروازه‌بان و توسط رسانه‌ها مقصر اصلی باخت شناخته شد و از او انتقادات زیادی شد. بعد از آن وی نیمکت‌نشین شد و آندرس لیندگارد به انتخاب اول فرگوسن تبدیل شد. اما در ادامه به مصدومیت لیندگارد، وی دوباره به ترکیب یونایتد بازگشت. در بازی لیگ اروپا مقابل اتلتیک بیلبائو د خیا یکی از بهترین بازی‌هایش برای یونایتد به نمایش گذاشت. د خیا در پایان فصل، با مهار ۷۷٫۹٪ شوت‌ها، از این حیث در بین دروازه‌بانان لیگ برتری به رتبه نخست دست یافت.

#### فصل ۱۳–۲۰۱۲
د خئا به خاطر شرکت در مسابقات فوتبال المپیک لندن ۲۰۱۲ تور تابستانی منچستر یونایتد را از دست داد. اما بعد از مسابقات به تیم ملحق شد و در اولین بازی لیگ در مقابل اورتون حضور یافت. با وجود واکنش‌های خوب د خیا، یونایتد آن بازی را یک بر صفر واگذار کرد. در بازی بعدی مقابل فولهام، د خیا واکنش‌های خوبی داشت و یونایتد در آن بازی ۳–۲ پیروز شد. البته در گل دوم فولهام او زمانی که می‌خواست توپ را با مشت دور کند، آن را به نمانیا ویدیچ زد و توپ وارد دروازه شد.
یک روز قبل از بازی رفت با تیم منچستر سیتی، الکس استپنی، دروازه‌بان سابق باشگاه منچستر یونایتد اعلام کرد که د خیا نسبت به لیندگارد از آمادگی بیشتری برای دفاع از دروازه یونایتد برخوردار است. در آن بازی د خیا عملکرد خوبی به نمایش گذاشت از جمله دو سیو پشت سر هم از کارلوس توز و داوید سیلوا. یونایتد موفق شد آن بازی را ۳–۲ ببرد.
در ۱۳ فوریه ۲۰۱۳، در بازی یک‌هشتم نهایی لیگ قهرمانان اروپا مقابل رئال مادرید در ورزشگاه سانتیاگو برنابئو، د خیا خوب کار کرد و به تیمش کمک کرد تا رئال را در خانه با تساوی ۱–۱ متوقف کند. فرگوسن بعد از بازی د خیا را تحسین کرد و وبگاه گل نیز وی را بهترین بازیکن میدان انتخاب کرد.
در انتهای این فصل، د خیا در تیم منتخب لیگ برتر قرار گرفت.

#### فصل ۱۴–۲۰۱۳
او اعتماد به نفس فوق‌العاده‌ای به دست آورده که برتری مهمی است. او اجازه نمی‌دهد هیچ چیزی بر روی تأثیر بگذارد. هر وقت اشتباه می‌کند، خودش متوجه آن می‌شود؛ ولی به نمی‌گذارد آن اشتباه غرقش کند. از آن اشتباه استفاده می‌کند تا دوباره تکرارش نکند. این ویژگی فوق‌العاده‌ای است.

— خوان ماتا در سال ۲۰۱۴.
د خیا این فصل را به همراه تیمش، با برد ۲ بر ۰ مقابل ویگان اتلتیک در جام خیریه آغاز کرد. در ۵ اکتبر ۲۰۱۳، د خیا ضربه امانوئله جاکرینی را در بازی مقابل ساندرلند مهار کرد که پیتر اشمایکل دروازه‌بان سابق منچستر یونایتد، آن را یکی از بهترین سیوهای تاریخ لیگ برتر نامید. دیوید مویس ضمن تأیید حرف‌های اشمایکل، مهار د خیا «نقطهٔ چرخش» بازی توصیف کرد و گفت «د خیا مدام در حال پیشرفت است.»
در ۱ دسامبر در تساوی ۲–۲ تیمش مقابل تاتنهام هاتسپر، او صدمین بازی‌اش را برای یونایتد انجام داد. در ۲۲ ژانویه ۲۰۱۴، د خیا در بازی مقابل ساندرلند در نیمه‌نهایی جام اتحادیه، شوت آرام فیل باردسلی از دستانش رها شد و در وقت‌های اضافه گل خورد؛ بعد از بازی درن فلچر از او دفاع کرد؛ هرچند در آن بازی چند دقیقهٔ بعد خاویر هرناندز آن گل را جبران کرد و بازی به پنالتی کشید. مهار ضربات استیون فلچر و آدام جانسون توسط د خیا کافی نبود و یونایتد ۲–۱ در ضربات پنالتی باخت. در ۲۰ مارس، یونایتد در یک‌هشتم نهایی لیگ قهرمانان اروپا مقابل المپیاکوس در بازی رفت ۲–۰ شکست خورد و در بازی برگشت با هتریک فن پرسی در مجموع با نتیجهٔ ۳–۲ موفق به صعود شد. د خیا در لحظات پایانی نیمهٔ اول دو مهار متوالی داشت که در بُرد یونایتد تأثیر زیادی داشت. د خیا در انتهای فصل به عنوان بهترین بازیکن از نگاه بازیکنان انتخاب شد و جایزه سر مت بازبی را نیز ازآن خود کرد.

#### فصل ۱۵–۲۰۱۴
هم‌اکنون پیشرفت قابل ملاحظه‌ای در بازی‌اش ملاحظه می‌کنیم. او هر بازی به بازی باعث بُرد یونایتد می‌شود که دقیقاً همان چیزی است که از یک دروازه‌بان یونایتدی انتظار دارم. او به دروازه‌بان بزرگی تبدیل شده‌است.

— گری نویل در سال ۲۰۱۴.
در ۵ اکتبر ۲۰۱۵، د خیا در اولین پیروزی متوالی تیمش تحت هدایت فان خال در مقابل تیم اورتون و در ورزشگاه الدترافورد تأثیرگذار بود. در طول بازی د خیا سه مهار سرنوشت‌ساز داشت که یکی از آن‌ها مهار پنالتی لیتون بینس بود. در پایان بازی هواداران منچستر وی را به عنوان بهترین بازیکن زمین انتخاب کردند. او به اولین دروازه‌بانی تبدیل شد که پنالتی بینز را مهار می‌کند؛ بینز ۱۴ پنالتی قبلی خود را به گل تبدیل کرده بود. بعد از چندین عکس‌العمل مهم مقابل تیم‌های اورتون، چلسی و وست‌بروم، وی به عنوان بهترین بازیکن باشگاه در ماه اکتبر انتخاب شد. در ۱۴ دسامبر، د خیا در بازی مقابل لیورپول به عنوان بهترین بازیکن زمین انتخاب شد و کمک کرد تیمش با نتیجه ۳–۰ در این بازی برنده شود؛ او در این بازی ۸ مهار داشت که بهترین عملکرد برای یک دروازه‌بان در آن فصل لیگ جزیره بود. فان خال وی را تحسین کرد و عملکرد او را «باورنکردنی» خواند. در حالی که شایعات زیادی مبنی بر ترک باشگاه توسط وی شنیده می‌شد، وی اعلام کرد که به بازی کردن در یونایتد افتخار می‌کند و گری نویل و پیتر اشمایکل نیز وی را تشویق به تمدید قرارداد با باشگاه کردند.
در پایان فصل، او در بین نامزدهای دریافت جایزه بازیکن سال پی‌اف‌ای و بازیکن جوان سال پی‌اف‌ای قرار گرفت و هر دو را به ترتیب به ادن آزار و هری کین واگذار کرد. در ۲۶ آوریل ۲۰۱۵، د خیا به عنوان دروازه‌بان و تنها بازیکن یونایتد در تیم سال پی‌اف‌ای قرار گرفت. او برای دومین سال متوالی جایزهٔ بهترین بازیکن سال از نگاه طرفداران و جایزهٔ بهترین بازیکن سال از نگاه بازیکنان را ازآن خود کرد. مهار او مقابل اورتون، از طرف برنامهٔ مچ آو د دی به عنوان بهترین مهار فصل انتخاب شد؛ این جایزه سال قبل نیز به او رسیده بود.

#### فصل ۱۶–۲۰۱۵
در ۷ اوت ۲۰۱۵، لوئی فان خال اعلام کرد که د خیا به خاطر قطعی نبودن آینده‌اش در باشگاه، در اولین بازی لیگ برتر مقابل تاتنهام در فهرست نفرات این تیم نخواهد بود. در ۱۳ اوت، فان خال اعلام کرد که د خیا از مربی دروازه‌بانان تیم خواسته که در ترکیب قرار نگیرد. د خیا اعلام کرد که هرگز نگفته که بازی نمی‌کند و بعداً با تیم ذخیره‌ها به تمرین پرداخت. در ۳۱ اوت ۲۰۱۵ و در آخرین روز نقل و انتقالات، پس از ماه‌ها کش و قوس و شایعات فراوان، دو باشگاه رئال مادرید و منچستر یونایتد بر سر انتقال وی با مبلغی بالغ بر ۲۹ میلیون پوند به علاوهٔ انتقال کیلور ناواس از تیم رئال به منچستر، به توافق رسیدند. اما مدارک پس از پایان زمان قانونی نقل و انتقالات در اسپانیا به دست فدراسیون این کشور رسید و این انتقال لغو شد. پس از پایان مهلت نقل و انتقالات، ویسنته دل بوسکه اعلام کرد که اگر د خیا در منچستر یونایتد فیکس بازی نکند، انتخاب او برای بازی‌های یورو سخت خواهد شد.
در ۱۱ سپتامبر ۲۰۱۵، باشگاه منچستر یونایتد اعلام کرد که د خیا قراردادش را ۴ سال و تا سال ۲۰۱۹ با باشگاه تمدید کرده‌است. ۱۲ روز بعد، در دور سوم جام اتحادیه، در بُرد مقابل ایپسیچ تاون، د خیا برای اولین بار در ۹ دقیقهٔ پایانی بازی، بازوبند کاپیتانی منچستر یونایتد را به بازو بست.
در آوریل ۲۰۱۶، د خیا در حالی که ۱۴ کلین‌شیت در لیگ انجام داده بود، تنها نمایندهٔ منچستر یونایتد در تیم منتخب سال بود. در ۲۳ آوریل، در بازی نیمه‌نهایی جام حذفی مقابل اورتون که ۲ بر ۱ به سود یونایتد به پایان رسید، د خیا پنالتی روملو لوکاکو را مهار کرد.

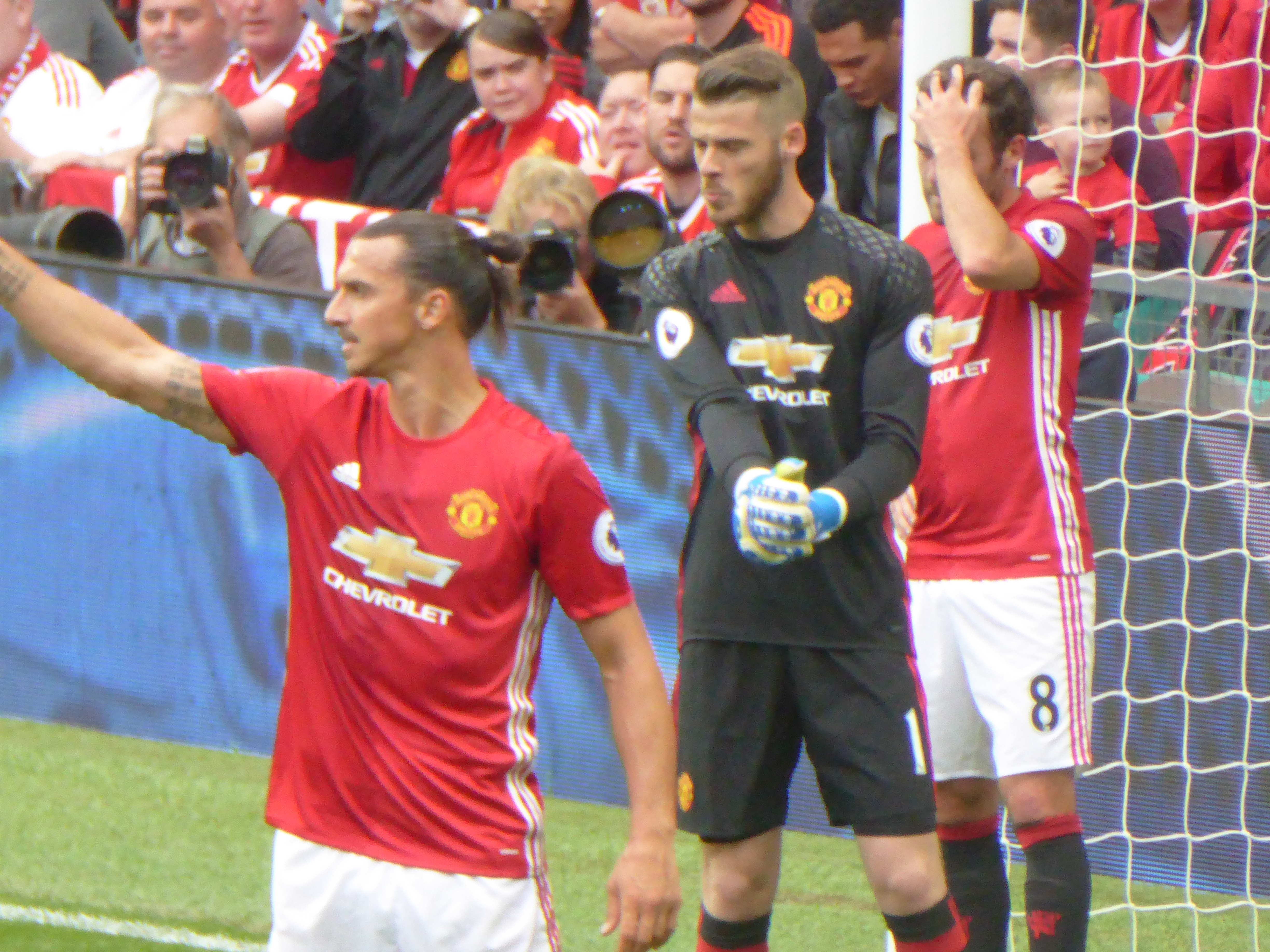
د خیا در ترکیب تیم منچستر یونایتد در سپتامبر ۲۰۱۶

در مهٔ ۲۰۱۶، د خیا به اولین بازیکن تاریخ باشگاه منچستر یونایتد تبدیل شد که جایزهٔ بهترین بازیکن فصل باشگاه را برای سه بار متوالی می‌برد. در همان ماه، د خیا برندهٔ جایزهٔ بهترین مهار برنامهٔ تلویزیونی Match of the Day برای سومین سال پیاپی شد. در آخرین بازی مقابل بورنموث، در حالی که د خیا می‌توانست با کلین‌شیت در آن مسابقه برندهٔ جایزه دستکش طلایی لیگ برتر شود، با گل‌به‌خودی کریس اسمالینگ در دقایق تلف‌شدهٔ مسابقه، شانس کسب این جایزه را از دست داد و پیتر چک جایزه را ازآن خود کرد.

#### فصل ۱۷–۲۰۱۶
زیر نظر مربی جدید یونایتد یعنی ژوزه مورینیو د خیا اولین بازی‌اش را در بازی جام خیریه مقابل لسترسیتی انجام داد که یونایتد در آن بازی ۲ بر ۱ پیروز شد.
در پایان فصل، د خیا برای چهارمین سال پیاپی در تیم منتخب لیگ برتر قرار گرفت و به عنوان بهترین دروازه‌بان لیگ برتر انتخاب شد.

#### فصل ۱۸–۲۰۱۷
در این فصل، در پنجمین هفته و در رویارویی با اورتون، د خیا با بسته نگاه داشتن دروازه‌اش توانست به رکورد ۱۰۰ کلین‌شیت در باشگاه منچستر یونایتد دست یابد.
در ۲ دسامبر ۲۰۱۷، در پیروزی ۳–۱ مقابل آرسنال در ورزشگاه امارات، د خیا با ۱۴ مهار توپ، با بالاترین رکورد در این زمینه در لیگ برتر انگلستان برابری کرد. در پایان فصل، د خیا برای پنجمین سال متوالی به عنوان بهترین دروازه‌بان لیگ برتر انتخاب شد. هم‌چنین موفق شد تا برای اولین بار دستکش طلایی لیگ برتر انگلستان را با ۱۸ کلین شیت به دست بیاورد. هواداران و بازیکنان این تیم نیز وی را به عنوان بهترین بازیکن فصل منچستر یونایتد انتخاب کردند، وی برای چهارمین بار برندهٔ جایزه بهترین بازیکن سال سر مت بازبی شد.

## بازی‌های ملی

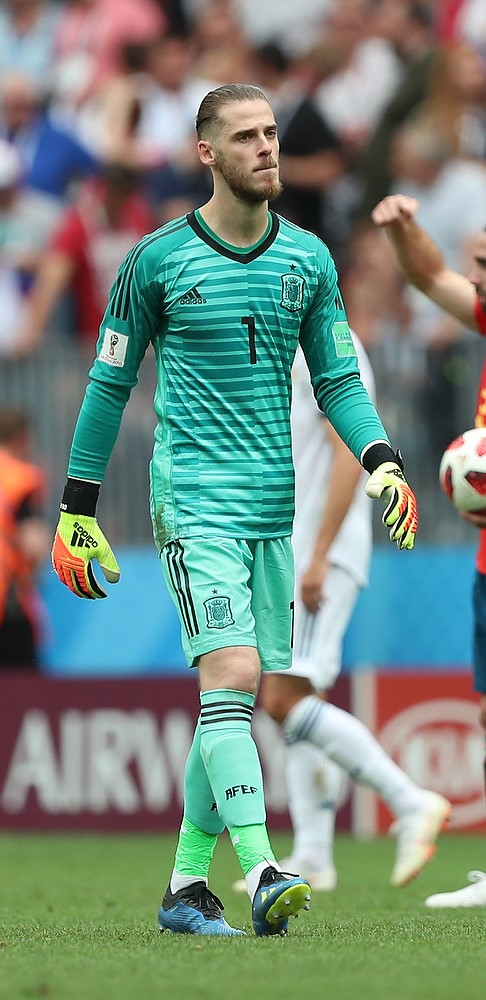
دخیا به همراه اسپانیا در جام جهانی ۲۰۱۸

د خیا با تیم ملی زیر ۱۷ ساله‌های اسپانیا در مسابقات قهرمانی اروپا ۲۰۰۷ به قهرمانی رسید و در جام جهانی ۲۰۰۷ دوم شد. در مهٔ ۲۰۱۰، در فهرست اولیه و ۳۰ نفرهٔ مردان دل بوسکه برای شرکت در جام جهانی ۲۰۱۰ قرار گرفت، اما نامش از فهرست نهایی خط خورد. او با تیم ملی زیر ۲۱ ساله‌های اسپانیا در مسابقات قهرمانی اروپا ۲۰۱۲ نیز به قهرمانی رسید.
در ۱۵ مهٔ ۲۰۱۲، د خیا برای دو بازی مقابل تیم‌های صربستان و چین به تیم ملی بزرگسالان فراخوانده شد. او در فهرست اولیهٔ دل بوسکه برای یورو ۲۰۱۲ نیز حضور داشت، اما از فهرست نهایی کنار گذاشته شد. اما برای بازی در تیم المپیک اسپانیا در بازی‌های المپیک تابستانی ۲۰۱۲ لندن انتخاب شد و در هر سه بازی تیمش در این رقابت‌ها به میدان رفت. د خیا و تیم ملی زیر ۲۱ سال اسپانیا در سال ۲۰۱۳ از مقام قهرمانی‌شان در اروپا دفاع کردند.
در ۱۳ مهٔ ۲۰۱۴، د خیا در فهرست اولیه نفرات انتخابی تیم ملی اسپانیا برای شرکت در جام جهانی ۲۰۱۴ قرار گرفت و در فهرست نهایی نیز انتخاب شد. در ۸ ژوئن، اولین بازی ملی‌اش را در دیدار دوستانه‌ای مقابل ال سالوادور برای آمادگی شرکت در جام جهانی انجام داد که با نتیجهٔ ۲–۰ به سود اسپانیا به پایان رسید: او در هفت دقیقهٔ پایانی جانشین ایکر کاسیاس در درون دروازه شد. او که دروازه‌بان سوم اسپانیا در جام جهانی به حساب می‌آمد، تنها بازیکن از تیم ملی اسپانیا شد که در این رقابت‌ها به میدان نرفت و اسپانیا هم در مرحلهٔ گروهی از دور رقابت‌ها کنار رفت. او اولین بار در ۴ سپتامبر ۲۰۱۴ در دیداری دوستانه مقابل تیم فرانسه در پاریس در ترکیب ثابت اسپانیا قرار گرفت که در آن بازی با یک گل مغلوب فرانسه شدند. او در رقابت‌های انتخابی یورو ۲۰۱۶، مقابل لوکزامبورگ، برای اولین بار در یک بازی رسمی برای اسپانیا به میدان رفت که اسپانیا در آن بازی با نتیجهٔ ۴–۰ پیروز شد.
بسیاری از جمله خود ایکر کاسیاس او را شمارهٔ ۱ آیندهٔ تیم ملی اسپانیا می‌دانند. در ۳۱ مهٔ ۲۰۱۶، ویسنته دل بوسکه نام او را در میان ۲۳ بازیکن انتخابی برای جام ملت‌های اروپا ۲۰۱۶ قرار داد. او در بازی اول در پیروزی ۱ بر ۰ مقابل جمهوری چک موفق شد دروازه‌اش را بسته نگه دارد. در بازی دوم مرحلهٔ گروهی نیز در مقابل ترکیه ۳–۰ پیروز شدند و د خیا گلی را دریافت نکرد. اما در بازی آخر مرحلهٔ گروهی در مقابل تیم ملی کرواسی ۲ بر ۱ مغلوب شدند. در مرحلهٔ حذفی با نتیجهٔ ۲–۰ از ایتالیا شکست خوردند و از دور رقابت‌ها کنار رفتند.
در دور مقدماتی جام جهانی ۲۰۱۸، د خیا به شماره ۱ تیم ملی اسپانیا تبدیل شد و در ۹ بازی از ۱۰ بازی این مرحله در ترکیب اصلی قرار گرفت و موفق شد تا در شش بازی دروازهٔ خود را بسته نگه دارد.

## زندگی شخصی
در ژانویه ۲۰۱۲، د خیا تأیید کرد که مبتلا به دوربینی است، اما تأثیری بر روی بازی‌اش نداشته‌است. او در سال ۲۰۱۰، با ادورنه مجری و خوانندهٔ اسپانیایی ازدواج کرده‌است و صاحب یک فرزند می‌باشند

## آمار

### باشگاهی
تا تاریخ ۱۳ مهٔ ۲۰۱۸
| باشگاه            | فصل     | لیگ              | لیگ  | لیگ | جام حذفی | جام حذفی | جام اتحادیه | جام اتحادیه | اروپا | اروپا | سایر | سایر | مجموع | مجموع |
| باشگاه            | فصل     | دسته             | بازی | گل  | بازی     | گل       | بازی        | گل          | بازی  | گل    | بازی | گل   | بازی  | گل    |
| ----------------- | ------- | ---------------- | ---- | --- | -------- | -------- | ----------- | ----------- | ----- | ----- | ---- | ---- | ----- | ----- |
| اتلتیکو مادرید بی | ۰۹–۲۰۰۸ | سگوندا دیویژن بی | ۳۵   | ۰   | —        | —        | —           | —           | —     | —     | —    | —    | ۳۵    | ۰     |
| اتلتیکو مادرید    | ۱۰–۲۰۰۹ | لا لیگا          | ۱۹   | ۰   | ۷        | ۰        | —           | —           | ۹     | ۰     | —    | —    | ۳۵    | ۰     |
| اتلتیکو مادرید    | ۱۱–۲۰۱۰ | لا لیگا          | ۳۸   | ۰   | ۵        | ۰        | —           | —           | ۶     | ۰     | 1    | ۰    | ۵۰    | ۰     |
| اتلتیکو مادرید    | مجموع   | مجموع            | ۵۷   | ۰   | ۱۲       | ۰        | —           | —           | ۱۵    | ۰     | ۱    | ۰    | ۸۵    | ۰     |
| منچستر یونایتد    | ۱۲–۲۰۱۱ | لیگ برتر         | ۲۹   | ۰   | ۱        | ۰        | ۰           | ۰           | ۸     | ۰     | ۱    | ۰    | ۳۹    | ۰     |
| منچستر یونایتد    | ۱۳–۲۰۱۳ | لیگ برتر         | ۲۸   | ۰   | ۵        | ۰        | ۱           | ۰           | ۷     | ۰     | —    | —    | ۴۱    | ۰     |
| منچستر یونایتد    | ۱۴–۲۰۱۳ | لیگ برتر         | ۳۷   | ۰   | ۰        | ۰        | ۴           | ۰           | ۱۰    | ۰     | ۱    | ۰    | ۵۲    | ۰     |
| منچستر یونایتد    | ۱۵–۲۰۱۴ | لیگ برتر         | ۳۷   | ۰   | ۵        | ۰        | ۱           | ۰           | —     | —     | —    | —    | ۴۳    | ۰     |
| منچستر یونایتد    | ۱۶–۲۰۱۵ | لیگ برتر         | ۳۴   | ۰   | ۶        | ۰        | ۱           | ۰           | ۸     | ۰     | —    | —    | ۴۹    | ۰     |
| منچستر یونایتد    | ۱۷–۲۰۱۶ | لیگ برتر         | ۳۵   | ۰   | ۱        | ۰        | ۵           | ۰           | ۳     | ۰     | ۱    | ۰    | ۴۵    | ۰     |
| منچستر یونایتد    | ۱۸–۲۰۱۷ | لیگ برتر         | ۳۷   | ۰   | ۱        | ۰        | ۰           | ۰           | ۶     | ۰     | ۱    | ۰    | ۴۵    | ۰     |
| منچستر یونایتد    | مجموع   | مجموع            | ۲۳۷  | ۰   | ۱۹       | ۰        | ۱۲          | ۰           | ۴۲    | ۰     | ۴    | ۰    | ۳۱۴   | ۰     |
| کل                | کل      | کل               | ۳۲۹  | ۰   | ۳۱       | ۰        | ۱۲          | ۰           | ۵۶    | ۰     | ۵    | ۰    | ۴۳۳   | ۰     |

1. ↑  یک بازی در لیگ قهرمانان اروپا، هشت بازی در لیگ اروپا
2. ↑  بازی در لیگ اروپا
3. ↑  بازی در سوپرجام اروپا
4. ↑  چهار بازی در لیگ قهرمانان اروپا، چهار بازی در لیگ اروپا
5. 1 2 3  بازی در جام خیریه انگلستان
6. 1 2  بازی در لیگ قهرمانان اروپا
7. ↑  شش بازی در لیگ قهرمانان، دو بازی در لیگ اروپا
8. ↑  بازی‌ها در لیگ اروپا

### ملی
تا تاریخ ۱۳ اکتبر ۲۰۲۰
| تیم ملی | سال   | بازی | گل |
| ------- | ----- | ---- | -- |
| اسپانیا | ۲۰۱۴  | ۳    | ۰  |
| اسپانیا | ۲۰۱۵  | ۴    | ۰  |
| اسپانیا | ۲۰۱۶  | ۱۱   | ۰  |
| اسپانیا | ۲۰۱۷  | ۷    | ۰  |
| اسپانیا | ۲۰۱۸  | ۱۳   | ۰  |
| اسپانیا | ۲۰۱۹  | ۳    | ۰  |
| اسپانیا | ۲۰۲۰  | ۴    | ۰  |
| مجموع   | مجموع | ۴۵   | ۰  |

## افتخارات

### باشگاهی
اتلتیکو مادرید
- لیگ اروپا (۱): ۲۰۱۰–۲۰۰۹
- سوپرجام اروپا (۱): ۲۰۱۰

منچستر یونایتد
- لیگ برتر فوتبال انگلستان: ۱۳–۲۰۱۲[۱۰۹]
- جام حذفی فوتبال انگلستان: ۱۶–۲۰۱۵
- جام اتحادیه باشگاه‌های انگلستان: ۱۷–۲۰۱۶ ۲۰۲۳
- جام خیریه انگلستان: ۲۰۱۱، ۲۰۱۳، ۲۰۱۶
- لیگ اروپا: ۱۷–۲۰۱۶، لیگ اروپا نایب قهرمان ۲۰۲۱–۲۰۲۰

### ملی
اسپانیا
- یوفا زیر ۱۷ سال اروپا (۱): ۲۰۰۷
- یوفا زیر ۲۱ سال اروپا (۱): ۲۰۱۱

### فردی
- یوفا زیر ۲۱ سال اروپا: عضو تیم منتخب جام (۲): ۲۰۱۱، ۲۰۱۳[۱۱۰]
- تیم سال پی‌اف‌ای لیگ برتر: ۱۳–۲۰۱۲، ۱۵–۲۰۱۴، ۱۶–۲۰۱۵، ۱۷–۲۰۱۶، ۱۸–۲۰۱۷
- بازیکن سال سر مت بازبی (۳): ۱۴–۲۰۱۳، ۱۵–۲۰۱۴، ۱۶–۲۰۱۵
- بازیکن سال از نگاه بازیکنان تیم منچستر یونایتد (۲): ۱۴–۲۰۱۳، ۱۵–۲۰۱۴